# Sinophorus
Sinophorus is een geslacht van insecten uit de orde vliesvleugeligen (Hymenoptera) en de familie Ichneumonidae.

## Soorten
- S. albidus (Gmelin, 1790)
- S. albipalpus Sanborne, 1984
- S. albotibialis Sanborne, 1986
- S. alienatus (Gravenhorst, 1829)
- S. alpinus Sanborne, 1984
- S. amphipoeae Kusigemati, 1993
- S. amplificatus Sanborne, 1986
- S. anisodontis Sanborne, 1984
- S. apiculatus Sanborne, 1984
- S. apocynae Sanborne, 1984
- S. armillatus Sanborne, 1984
- S. betulellae Sanborne, 1984
- S. bilimbus Sanborne, 1984
- S. borealis Sanborne, 1984
- S. brevistylis Sanborne, 1984
- S. bridgmanii (Dalla Torre, 1901)
- S. brochus Sanborne, 1984
- S. brunnifemur Sanborne, 1984
- S. canadensis (Viereck, 1925)
- S. caradrinae (Viereck, 1912)
- S. centunculus Sanborne, 1986
- S. columbiensis Sanborne, 1984
- S. confusus Horstmann, 1992
- S. constrictus Sanborne, 1984
- S. costalis (Thomson, 1887)
- S. cotidianus Sanborne, 1984
- S. crassifemur (Thomson, 1887)
- S. curvatus Sanborne, 1984
- S. desertus Kasparyan, 1976
- S. dilatus Sanborne, 1984
- S. erectus Sanborne, 1984
- S. eruficinctus (Walkley, 1958)
- S. exartemae (Uchida, 1928)
- S. falcatus Sanborne, 1984
- S. furus (Cresson, 1872)
- S. fuscicarpus (Thomson, 1887)
- S. geniculatus (Gravenhorst, 1829)
- S. graeciensis Sanborne, 1984
- S. halli Sanborne, 1984
- S. heliothidis Sanborne, 1984
- S. hydriae Sanborne, 1984
- S. idahoensis Sanborne, 1984
- S. inclivus Sanborne, 1984
- S. indistinctus Sanborne, 1984
- S. infimus Sanborne, 1984
- S. inflatus Sanborne, 1984
- S. japonicus Sanborne, 1984
- S. juniperinus (Holmgren, 1856)
- S. kasparyani Sanborne, 1984
- S. katoensis Sanborne, 1986
- S. lanceolatus Sanborne, 1984
- S. latifossus Sanborne, 1984
- S. leptofemur Sanborne, 1984
- S. longifacies Sanborne, 1984
- S. masoni Sanborne, 1984
- S. megalodontis Sanborne, 1984
- S. minutus Sanborne, 1984

- S. moroccoensis Sanborne, 1984
- S. neofurus Sanborne, 1984
- S. neoprocerus Sanborne, 1984
- S. nigricoxa Sanborne, 1984
- S. nigridens Sanborne, 1984
- S. nitidus (Brischke, 1880)
- S. obtusus Sanborne, 1984
- S. orientis Sanborne, 1984
- S. pallidus Sanborne, 1984
- S. pectinatus Sanborne, 1984
- S. peteri Sanborne, 1984
- S. petiolatus Sanborne, 1984
- S. planus Sanborne, 1984
- S. platycephalus Sanborne, 1984
- S. pleuralis (Thomson, 1887)
- S. popofensis (Ashmead, 1902)
- S. poropleuron Sanborne, 1984
- S. porosus Sanborne, 1984
- S. prismatis Sanborne, 1984
- S. procerus Sanborne, 1984
- S. psycheae Sonan, 1939
- S. punctatus Sanborne, 1984
- S. punctifrons Sanborne, 1984
- S. relativus (Viereck, 1905)
- S. rhyacioniae Sanborne, 1984
- S. robustus Sanborne, 1984
- S. rotundus Sanborne, 1984
- S. ruficoxa Sanborne, 1984
- S. rufitergum Sanborne, 1984
- S. rufoniger Constantineanu & Voicu, 1977
- S. rugosus Sanborne, 1984
- S. sabulus Sanborne, 1984
- S. sapporoensis Sanborne, 1984
- S. sarissophorus Sanborne, 1984
- S. splendidus Sanborne, 1984
- S. sticticalae Sanborne, 1984
- S. striatus Sanborne, 1984
- S. sulcatellus (Viereck, 1925)
- S. tahoensis Sanborne, 1984
- S. teratis (Weed, 1887)
- S. tibialis Sanborne, 1984
- S. townesorum Sanborne, 1984
- S. triangularis Sanborne, 1984
- S. tricoloripes (Schmiedeknecht, 1909)
- S. tumidus Sanborne, 1984
- S. turionum (Ratzeburg, 1844)
- S. validus (Cresson, 1864)
- S. variabilis Sanborne, 1984
- S. varianae Sanborne, 1984
- S. ventosus Sanborne, 1984
- S. vericulus Sanborne, 1984
- S. villosus Sanborne, 1984
- S. woodorum Sanborne, 1984
- S. wushensis Sanborne, 1990
- S. xanthocoxa Sanborne, 1984
- S. xanthostomus (Gravenhorst, 1829)